# Karima Ouazza
Karima Ouazza est une joueuse de football belge née le 6 juillet 1983 à Verviers (Belgique). 

## Biographie
Elle jouait depuis 2003 au Standard Fémina de Liège. En juin 2010, elle est transférée au DVC Eva's Tirlemont.
Elle a arrêté le football pour faire un tour du monde.

## Palmarès
- Championne de Belgique (1) : 2009
- Championne de Belgique D3 (1) : 2009
- Vainqueur de la Coupe de Belgique (1) : 2006
- Vainqueur de la Coupe de Belgique des équipes B (1) : 2009
- Finaliste de la Coupe de Belgique (1) : 2009

### Bilan
- 4 titres

## Statistiques

### Ligue des Champions
- 2009-2010: 1 match